# كأس توماس 1967
كأس توماس 1967 هي البطولة السابعة لكأس توماس، أهم منافسات فرق كرة الريشة للرجال في العالم. أقيمت المباريات النهائية في جاكرتا، إندونيسيا.
فازت ماليزيا بلقبها الرابع بعد فوزها على إندونيسيا في جولة غير عادية. مع تصدر ماليزيا على أندونيسيا في 4 مباريات مقابل 3 في أفضل تسع سلاسل، تم تعليق اللعب خلال المباراة الثامنة بسبب سلوك الجماهير الجامح.